# The Independent Games Developers Association
TIGA (The Independent Games Developers Association) är en branschorganisation som representerar affärs- och kommersiella intressen inom datorspelsutvecklare i Europa och Storbritannien. TIGA var grundat 2001 av Patricia Hewitt. TIGA var en medlem av European Game Developers Federation (EGDF).